# شکارچی (فیلم ۲۰۰۰)
شکارچی (به هندی: Shikari) فیلمی محصول سال ۲۰۰۰ و به کارگردانی ان. چاندرا است. در این فیلم بازیگرانی همچون گوویندا، کاریسما کاپور، تابو، کیران کومار، شویتا منون، سوشما ست، جانی لور ایفای نقش کرده‌اند.